# Фйоренца Коссотто
Фйоренца Коссотто (нар. 22 квітня 1935, Крешентіно, Італія) — італійська оперна співачка (мецо-сопрано). Закінчила Туринську консерваторію.